# Лиманова
Лиманова (пол. Limanowa) — город в Польше, входит в Малопольское воеводство, Лимановский повят. Имеет статус городской гмины. Занимает площадь 18,64 км². Население — 14 624 человека (на 2005 год).